# Joodse raden in West-Europa
Een Joodse raad was een instelling die door nazi-Duitsland in het leven was geroepen om een buffer te vormen tussen nazi-Duitsland en de Joodse gemeenschap, merendeels in een door nazi-Duitsland bezet land.
Met het doel van de Duitse bezetter de Joden te verenigen onder één leiderschap in de door hem bezette gebieden, stelde hij de Joodse raden in. Dit waren representatieve organen, die door Joden geleid werden. Doel was onder meer de communicatie te verbeteren en een sociale rol te vervullen, zoals dat met name in Nederland, België en Frankrijk het geval was. Hierbij was onderwijs en financiële bijstand ten gevolge van de anti-Joodse maatregelen van belang.
De West-Europese raden werden naar voorbeeld van de reeds sinds 1939 opgerichte Oost-Europese raden, de Judenräte, ingesteld, al verschilden ze in vorm en functie.

## Ontstaan
Direct na de Anschluss ofwel de Duitse annexatie van Oostenrijk in 1938, kwam de Duitse SS’er Adolf Eichmann met het plan in Wenen een Zentralstelle für jüdische Auswanderung (Centraal Bureau voor Joodse Emigratie) op te richten. Omdat dit orgaan succesvol bleek, werd ook in Duitsland een soortgelijke organisatie opgericht, geënt op de Duitse hiërarchie, de Reichsvereinigung der Juden in Deutschland. Doel was de Duitse Joden samen te brengen en dit orgaan hun migratie te laten regelen. Op dit model werden nadien ook de Franse en Belgische Joodse verenigingen (in afwijking van het begrip 'raden') georganiseerd. Vanaf 1941 waren in West-Europa onder andere de organisaties verantwoordelijk: Joodsche Raad voor Amsterdam (JR) in Nederland, de Association des Juifs en Belgique (AJB)/Vereeniging der Joden in België (VJB) in België en de Union Générale des Israélites de France (UGIF) in Frankrijk. Hoewel zij door de bezetter tot hun taak weren gedwongen, werd hun werkwijze tijdens en na de oorlog gezien als een vorm van collaboratie met de Duitsers.
De Israelitische Kultusgemeinde Wien (IKG) (Joodse Gemeenschap van Wenen)is het orgaan dat de orthodox-joodse gemeenschap van Wenen vertegenwoordigt. Tegenwoordig heeft de IKG ongeveer 10.000 leden. Door de geschiedenis heen heeft het bijna alle Oostenrijkse Joden vertegenwoordigd, wier aantal voldoende is om gemeenschappen te vormen in slechts een paar andere steden in Oostenrijk.

De Joodse gemeenschap van Wenen had ongeveer 185.000 leden ten tijde van de Anschluss van Oostenrijk met het Derde Rijk in 1938 en vertegenwoordigde tot dan de belangen van die gemeenschap. In datzelfde jaar hieven de nazi's het IKG in die vorm op. Het werd in mei 1938 heropgericht weer als de Joodse Gemeenschap van Wenen, maar met als taak te fungeren als bufferorganisatie tussen de nazi's en de Joodse bevolking van Wenen. Deze instantie werd ook gedwongen om de emigratie, en later de deportatie, van de Weense Joden te organiseren voor de Zentralstelle für jüdische Auswanderung. De titel Israelitische Kultusgemeinde Wien is sinds 1945 weer in gebruik.

## Nederland
In Nederland werd de Joodsche Raad voor Amsterdam in februari 1941 opgericht, en die opgedragen werd de volgende raden te formeren en aan te sturen:
- Joodsche Raad van Den Haag, voor Den Haag en Leiden; actief vanaf 1 oktober 1941
- Joodsche Raad van Rotterdam, voor overige steden in Zuid-Holland; actief vanaf 1 oktober 1941
- Joodsche Raad van Haarlem, voor de provincie Noord-Holland, met uitzondering van Amsterdam; actief vanaf 1 mei 1941
- Joodsche Raad van Utrecht, voor de provincie Utrecht; actief vanaf 1 oktober 1941
- Joodsche Raad van Eindhoven, voor Noord-Brabant, Zeeland en Limburg; actief vanaf 1 oktober 1941
- Joodsche Raad van Enschede, voor Oost-Nederland; actief vanaf 1 oktober 1941
- Joodsche Raad van Groningen, voor de provincies Groningen, Friesland en Drenthe; actief vanaf 1 oktober 1941
- Joodsche Raad van Arnhem, voor de provincie Gelderland; actief vanaf 1 oktober 1941

Gezamenlijk registreerden zij in 1941 volgens de Duitse maatstaven in Nederland 140.522 Joden.